# Persone di nome Alexander/Calciatori
| Questa pagina contiene informazioni ricavate automaticamente dalle voci biografiche con l'ausilio del template Bio e di un bot. L'aggiornamento è periodico e automatico e ricostruisce completamente la pagina. Se manca una persona in questa lista, sei pregato di non aggiungerla, ma accertati piuttosto che la sua voce biografica contenga il template Bio e che i dati anagrafici siano correttamente compilati. Se il template Bio manca, inseriscilo tu stesso o, in alternativa, metti l'avviso {{tmp\|Bio}} che ne segnala la mancanza. Se i dati riportati sono sbagliati, correggi direttamente la voce biografica; le modifiche saranno visibili in questa lista entro pochi giorni. Per chiarimenti vedi il progetto antroponimi. La lista contiene solo le 185 persone che sono citate nell'enciclopedia e per le quali è stato implementato correttamente il template Bio. Pagina aggiornata al 6 ago 2025. |

Questa è una lista di persone presenti nell'enciclopedia che hanno il nome Alexander e sono calciatori.

## A(10)
- Alexander Aas, ex calciatore norvegese (Skien, n. 1978)
- Alexander Achinioti-Jönsson, calciatore svedese (Hittarp, n. 1996)
- Alexander Ahl Holmström, calciatore svedese (Visby, n. 1999)
- Álex Alegría, calciatore spagnolo (Plasencia, n. 1992)
- Alexander Alvarado, calciatore ecuadoriano (Quevedo, n. 1999)
- Alexander Juel Andersen, ex calciatore danese (Viborg, n. 1991)
- Alexander Aravena, calciatore cileno (Huechuraba, n. 2002)
- Sandy Archibald, calciatore e allenatore di calcio scozzese (Fife, n. 1897 - Fife, † 1946)
- Alex Asamoah, calciatore ghanese (Kumasi, n. 1986)
- Alex Azzopardi, ex calciatore maltese (n. 1961)

## B(23)
- Alexander Ammitzbøll, calciatore danese (Stilling, n. 1999)
- Alexander Bandl, ex calciatore austriaco (Vienna, n. 1944)
- Alexander Bannink, calciatore olandese (Oldenzaal, n. 1990)
- Alex Baptiste, ex calciatore inglese (Sutton-in-Ashfield, n. 1986)
- Alexander Barboza, calciatore argentino (Villa Celina, n. 1995)
- Alexander Baumjohann, ex calciatore tedesco (Waltrop, n. 1987)
- Alex Bell, calciatore scozzese (Città del Capo, n. 1881 - Chorlton-cum-Hardy, † 1934)
- Alexander Bernhardsson, calciatore svedese (n. 1998)
- Alexander Bittroff, calciatore tedesco (Lauchhammer, n. 1988)
- Alexander Bolaños, calciatore ecuadoriano (Esmeraldas, n. 1999)
- Alex Bono, calciatore statunitense (Baldwinsville, n. 1994)
- Alexander Bonsor, calciatore inglese (Potesden, n. 1851 - † 1907)
- Alexander Borromeo, ex calciatore filippino (San Francisco, n. 1983)
- Alexander Bottini, calciatore venezuelano (Maturín, n. 1969 - Maturín, † 2002)
- Alexander Breidvik, ex calciatore norvegese (Askvoll, n. 1986)
- Alexander Briedl, calciatore austriaco (Salisburgo, n. 2002)
- Alex Bruce, ex calciatore nordirlandese (Norwich, n. 1984)
- Alexander Brunst, calciatore tedesco (Neumünster, n. 1995)
- Alexander Bugera, ex calciatore tedesco (Amberg, n. 1978)
- Alex Bunbury, ex calciatore e ex giocatore di calcio a 5 canadese (Plaisance, n. 1967)
- Matt Busby, calciatore e allenatore di calcio scozzese (Bellshill, n. 1909 - Cheadle, † 1994)
- Alexander Busch, calciatore danese (Resenbro, n. 2003)
- Alexander Büttner, calciatore olandese (Doetinchem, n. 1989)

## C(11)
- Alexander Callens, calciatore peruviano (Callao, n. 1992)
- Alex Caskey, ex calciatore statunitense (Dunwoody, n. 1988)
- Alec Cheyne, calciatore e allenatore di calcio scozzese (Glasgow, n. 1907 - † 1983)
- Alex Chola, calciatore e allenatore di calcio congolese (Repubblica Democratica del Congo) (Lubumbashi, n. 1956 - Oceano Atlantico, † 1993)
- Alexander Christovao, ex calciatore angolano (Landana, n. 1993)
- Zander Clark, calciatore scozzese (Glasgow, n. 1992)
- Alex Cochrane, calciatore inglese (Brighton, n. 2000)
- Alexander Corryn, calciatore belga (Gand, n. 1994)
- Alex Crognale, calciatore statunitense (Columbus, n. 1994)
- Alexander Cruzata, ex calciatore cubano (n. 1974)
- Alexander Cudmore, calciatore statunitense (St. Louis, n. 1888 - St. Louis, † 1944)

## D(6)
- Alex DeJohn, ex calciatore statunitense (Marlboro, n. 1991)
- Alexander Dercho, ex calciatore tedesco (Remscheid, n. 1987)
- Alexander Djiku, calciatore ghanese (Montpellier, n. 1994)
- Alexander Domínguez, calciatore ecuadoriano (Esmeraldas, n. 1987)
- Alexander Díaz, calciatore argentino (Nueve de Julio, n. 2000)
- Nahuel da Silva, calciatore uruguaiano (Montevideo, n. 2005)

## E(3)
- José Echenique, ex calciatore venezuelano (Táchira, n. 1971)
- Alex Emenike, ex calciatore nigeriano (Enugu, n. 1989)
- Alexander Esswein, calciatore tedesco (Worms, n. 1990)

## F(7)
- Alexander Faltsetas, calciatore svedese (Göteborg, n. 1987)
- Alexander Famulla, ex calciatore polacco (Lubliniec, n. 1960)
- Alex Ferguson, ex calciatore e allenatore di calcio scozzese (Glasgow, n. 1941)
- Alex Fisher, calciatore inglese (Westminster, n. 1990)
- Alexander Fransson, calciatore svedese (Norrköping, n. 1994)
- Alex Freeman, calciatore statunitense (Baltimora, n. 2004)
- Alexander Fuchs, calciatore tedesco (Monaco di Baviera, n. 1997)

## G(11)
- Alexander Gabrielsen, ex calciatore norvegese (Randaberg, n. 1985)
- Alex Gersbach, calciatore australiano (Auburn, n. 1997)
- Álex Goikoetxea, ex calciatore spagnolo (Artea, n. 1983)
- Alexander González Moreno, calciatore panamense (n. 1994)
- Alexander González, calciatore uruguaiano (n. 2002)
- Alexander González, calciatore venezuelano (Maracay, n. 1992)
- Alexander Gorgon, calciatore austriaco (Vienna, n. 1988)
- Alex Grant, calciatore inglese (Manchester, n. 1994)
- Alex Greive, calciatore neozelandese (Auckland, n. 1999)
- Alexander Groven, calciatore norvegese (Oslo, n. 1992)
- Alexander Grünwald, ex calciatore austriaco (Klagenfurt, n. 1989)

## H(9)
- Alexander Hack, calciatore tedesco (Memmingen, n. 1993)
- Alexander Noble Hall, calciatore scozzese (Aberdeen, n. 1880 - Toronto, † 1943)
- Alexander Bah, calciatore danese (Årslev, n. 1997)
- Alexander Henningsson, calciatore svedese (Växjö, n. 1990)
- Alexander Hernández, calciatore uruguaiano (Montevideo, n. 2004)
- Alexander Hezzel, ex calciatore venezuelano (n. 1964)
- Alexander Horváth, calciatore e allenatore di calcio cecoslovacco (Mošovce, n. 1938 - Mošovce, † 2022)
- Alexander Huber, ex calciatore tagiko (Leninabad, n. 1985)
- Alex Hunter, calciatore scozzese (Renfrew, n. 1895 - New York City, † 1984)

## I(4)
- Alex Iacovitti, calciatore scozzese (Nottingham, n. 1997)
- Alexander Simmelhack, calciatore danese (Roskilde, n. 2005)
- Alexander Isak, calciatore svedese (Solna, n. 1999)
- Alex Iwobi, calciatore nigeriano (Lagos, n. 1996)

## J(5)
- Alexander Jallow, calciatore svedese (Huddinge, n. 1998)
- Alex James, calciatore scozzese (Mossend, n. 1901 - Londra, † 1953)
- Alex Jardine, calciatore scozzese (Motherwell, n. 1926 - Londra, † 1978)
- Alexander Jensen, calciatore danese (n. 2001)
- Alexander Jeremejeff, calciatore svedese (Kungsbacka, n. 1993)

## K(5)
- Alexander Kačaniklić, ex calciatore svedese (Helsingborg, n. 1991)
- Alex Karmo, calciatore liberiano (Podo Town, n. 1989)
- Michael Keeping, calciatore e allenatore di calcio inglese (Milford-on-Sea, n. 1902 - † 1984)
- Alexander Kofler, calciatore austriaco (Klagenfurt am Wörthersee, n. 1986)
- Alexander Kutschera, ex calciatore tedesco (Frisinga, n. 1968)

## L(11)
- Alexander Larín, calciatore salvadoregno (San Salvador, n. 1992)
- Alex Latta, calciatore scozzese (Dumbarton, n. 1867 - Birkenhead, † 1928)
- Alexander Laukart, calciatore tedesco (Amburgo, n. 1998)
- Alexander Lecaros, calciatore peruviano (Cusco, n. 1999)
- Alex Lee, calciatore statunitense (Rockville, n. 1990)
- Alexander Lind, calciatore danese (Hørning, n. 2002)
- Alexander Ludwig, ex calciatore tedesco (Waltershausen, n. 1984)
- Alexander Ludwig, calciatore danese (Copenaghen, n. 1993)
- Alexander Lund Hansen, ex calciatore norvegese (Åfjord, n. 1982)
- Alexander Lyng, calciatore danese (Copenaghen, n. 2004)
- Alexander López, calciatore honduregno (Tegucigalpa, n. 1992)

## M(20)
- Alex MacDonald, calciatore inglese (Warrington, n. 1990)
- Alexander Machado, calciatore uruguaiano (Montevideo, n. 2002)
- Alexander Madlung, ex calciatore tedesco (Braunschweig, n. 1982)
- Alexander Manninger, ex calciatore austriaco (Salisburgo, n. 1977)
- Alexander Martinek, calciatore tedesco (Krems an der Donau, n. 1919 - † 1944)
- Alexander Marxer, calciatore liechtensteinese (Vaduz, n. 1994)
- Alexander Mathisen, ex calciatore norvegese (Oslo, n. 1986)
- Eric McMordie, ex calciatore nordirlandese (Belfast, n. 1942)
- Alexander McQueen, ex calciatore grenadino (Londra, n. 1995)
- Alexander Mejía, calciatore colombiano (Barranquilla, n. 1988)
- Alexander Méndoza, calciatore salvadoregno (Acajutla, n. 1990)
- Alexander Merkel, calciatore kazako (Pervomajskij, n. 1992)
- Nano, ex calciatore spagnolo (La Laguna, n. 1995)
- Alexander Meyer, ex calciatore tedesco (Jülich, n. 1983)
- Alexander Meyer, calciatore tedesco (Bad Oldesloe, n. 1991)
- Alex Mitchell, calciatore inglese (n. 2001)
- Alexander Mojžiš, calciatore slovacco (Krupina, n. 1999)
- Alexander Morten, calciatore inglese (Londra, n. 1831 - Earls Court, † 1900)
- Alexander Munksgaard, calciatore danese (Vind, n. 1997)
- Alexander Mühling, calciatore tedesco (Oberhausen, n. 1992)

## N(5)
- Alexander N'Doumbou, calciatore gabonese (Port-Gentil, n. 1992)
- Alexander Nilsson, ex calciatore svedese (n. 1990)
- Alexander Nollenberger, calciatore tedesco (Memmingen, n. 1997)
- Alex Nyarko, ex calciatore ghanese (Accra, n. 1973)
- Alexander Nübel, calciatore tedesco (Paderborn, n. 1996)

## O(3)
- Alexander Olsen, calciatore norvegese (Bergen, n. 1899 - Bergen, † 1975)
- Alexander Oroz, calciatore cileno (Santiago del Cile, n. 2002)
- Alex Oxlade-Chamberlain, calciatore inglese (Portsmouth, n. 1993)

## P(10)
- Alex Mineiro, ex calciatore brasiliano (Belo Horizonte, n. 1975)
- Alex Palmer, calciatore inglese (Kidderminster, n. 1996)
- Alex Paulsen, calciatore neozelandese (Auckland, n. 2002)
- Alex Pearce, calciatore irlandese (Oxford, n. 1988)
- Álex Petxarroman, calciatore spagnolo (San Sebastián, n. 1997)
- Alexander Pöllhuber, ex calciatore austriaco (Salisburgo, n. 1985)
- Junior Ponce, calciatore peruviano (Callao, n. 1994)
- Alexander Popovic, calciatore e allenatore di calcio austriaco (Vienna, n. 1891 - Vienna, † 1952)
- Alexander Prass, calciatore austriaco (Hellmonsödt, n. 2001)
- Alexander Pulalo, ex calciatore indonesiano (Jayapura, n. 1973)

## Q(2)
- Alexander Quaderer, ex calciatore liechtensteinese (n. 1971)
- Álex Quintanilla, calciatore spagnolo (Bilbao, n. 1990)

## R(10)
- Alex Raisbeck, calciatore e allenatore di calcio scozzese (Wallacestone, n. 1878 - Liverpool, † 1949)
- Alexander Ranacher, calciatore austriaco (Lienz, n. 1998)
- Alexander Rhind, calciatore scozzese (n. 1849 - † 1922)
- Alexander Ring, calciatore finlandese (Helsinki, n. 1991)
- Alex Roldán, calciatore statunitense (Artesia, n. 1996)
- Alexander Rondón, ex calciatore venezuelano (Cumaná, n. 1977)
- Alex Forbes, calciatore scozzese (Dundee, n. 1925 - Dundee, † 2014)
- Alexander Rosso, calciatore uruguaiano (Montevideo, n. 1993)
- Alex Rufer, calciatore neozelandese (Ginevra, n. 1996)
- Alexander Ruud Tveter, calciatore norvegese (Langhus, n. 1991)

## S(14)
- Alexander Sánchez, ex calciatore peruviano (Lima, n. 1984)
- Alexander Satariano, calciatore maltese (n. 2001)
- Alexander Schlager, calciatore austriaco (Salisburgo, n. 1996)
- Alexander Schmidt, calciatore austriaco (Vienna, n. 1998)
- Alexander Scholz, calciatore danese (Copenaghen, n. 1992)
- Alexander Schwolow, calciatore tedesco (Wiesbaden, n. 1992)
- Alexander Schädler, ex calciatore liechtensteinese (n. 1977)
- Alex Smithies, ex calciatore inglese (Huddersfield, n. 1990)
- Alexander Sørloth, calciatore norvegese (Trondheim, n. 1995)
- Alexander Sosa, calciatore argentino (El Tío, n. 2001)
- Alexander Stephan, ex calciatore tedesco (Erlangen, n. 1986)
- Alexander Stølås, ex calciatore norvegese (Haugesund, n. 1989)
- Alex Succar, calciatore peruviano (Lima, n. 1995)
- Alexander Szymanowski, calciatore argentino (Buenos Aires, n. 1988)

## T(2)
- Alexander Søderlund, calciatore norvegese (Haugesund, n. 1987)
- Alexander Tettey, ex calciatore ghanese (Accra, n. 1986)

## V(6)
- Sander van de Streek, calciatore olandese (Barneveld, n. 1993)
- Álex Vallejo, calciatore spagnolo (Vitoria, n. 1992)
- Alexander Velázquez, calciatore uruguaiano (Barros Blancos, n. 2007)
- Alexander Victor, calciatore samoano americano (n. 1983)
- Alexander Viveros, ex calciatore colombiano (Cali, n. 1977)
- Alexander Voigt, ex calciatore tedesco (Colonia, n. 1978)

## W(3)
- Alexander Walke, ex calciatore tedesco (Oranienburg, n. 1983)
- Alex Wilson, calciatore scozzese (Buckie, n. 1933 - Forres, † 2010)
- Alexander Wood, calciatore scozzese (Lochgelly, n. 1907 - Gary, † 1987)

## Y(2)
- Alex Young, calciatore scozzese (Loanhead, n. 1937 - Edimburgo, † 2017)
- Alexander Young, calciatore scozzese (Slamannan, n. 1880 - Edimburgo, † 1959)

## Z(2)
- Alexander Jakobsen, calciatore danese (Rødovre, n. 1994)
- Alexander Ziervogel, ex calciatore austriaco (n. 1981)

## Ø(1)
- Alexander Ødegaard, ex calciatore norvegese (Førde, n. 1980)